# Fain-lès-Moutiers
Fain-lès-Moutiers – miejscowość i gmina we Francji, w regionie Burgundia-Franche-Comté, w departamencie Côte-d’Or. Nazwa miejscowości pochodzi od łacińskiego fanum – „świątynia”. 
Według danych na rok 1990 gminę zamieszkiwało 141 osób, a gęstość zaludnienia wynosiła 14 osób/km² (wśród 2044 gmin Burgundii Fain-lès-Moutiers plasuje się na 770. miejscu pod względem liczby ludności, natomiast pod względem powierzchni na miejscu 927.).